# WNBA Most Valuable Player Award
Der Women’s National Basketball Association Most Valuable Player Award ist eine jährliche Auszeichnung der nordamerikanischen Damen-Basketball-Profiliga für die wertvollste Spielerin (englisch: Most Valuable Player, kurz MVP) der regulären Saison. Die Gewinnerin dieser Auszeichnung wird durch eine Abstimmung unter Sportjournalisten und Fernsehberichterstattern festgelegt. Üblicherweise wird der MVP-Preis während der Playoffs des jeweiligen Jahres vergeben.
| 1997 | Cynthia Cooper, Houston Comets         |                                        |                                       |
| 1998 | Cynthia Cooper2, Houston Comets        |                                        |                                       |
| 1999 | Yolanda Griffith, Sacramento Monarchs  |                                        |                                       |
| 2000 | Sheryl Swoopes, Houston Comets         |                                        |                                       |
| 2001 | Lisa Leslie, Los Angeles Sparks        |                                        |                                       |
| 2002 | Sheryl Swoopes2, Houston Comets        |                                        |                                       |
| 2003 | Lauren Jackson, Seattle Storm          |                                        |                                       |
| 2004 | Lisa Leslie2, Los Angeles Sparks       |                                        |                                       |
| 2005 | Sheryl Swoopes3, Houston Comets        | Lauren Jackson, Seattle Storm          | Tamika Catchings, Indiana Fever       |
| 2006 | Lisa Leslie3, Los Angeles Sparks       | Diana Taurasi, Phoenix Mercury         | Katie Douglas, Connecticut Sun        |
| 2007 | Lauren Jackson2, Seattle Storm         | Becky Hammon, San Antonio Silver Stars | Diana Taurasi, Phoenix Mercury        |
| 2008 | Candace Parker, Los Angeles Sparks     | Lindsay Whalen, Connecticut Sun        | Sue Bird, Seattle Storm               |
| 2009 | Diana Taurasi, Phoenix Mercury         | Tamika Catchings, Indiana Fever        | Katie Douglas, Indiana Fever          |
| 2010 | Lauren Jackson3, Seattle Storm         | Tamika Catchings, Indiana Fever        | Cappie Pondexter, New York Liberty    |
| 2011 | Tamika Catchings, Indiana Fever        | Tina Charles, Connecticut Sun          | Sylvia Fowles, Chicago Sky            |
| 2012 | Tina Charles, Connecticut Sun          | Candace Parker, Los Angeles Sparks     | Tamika Catchings, Indiana Fever       |
| 2013 | Candace Parker2, Los Angeles Sparks    | Maya Moore, Minnesota Lynx             | Elena Delle Donne, Chicago Sky        |
| 2014 | Maya Moore, Minnesota Lynx             | Diana Taurasi, Phoenix Mercury         | Angel McCoughtry, Atlanta Dream       |
| 2015 | Elena Delle Donne, Chicago Sky         | Maya Moore, Minnesota Lynx             | Tina Charles, New York Liberty        |
| 2016 | Nneka Ogwumike, Los Angeles Sparks     | Tina Charles, New York Liberty         | Maya Moore, Minnesota Lynx            |
| 2017 | Sylvia Fowles, Minnesota Lynx          | Tina Charles, New York Liberty         | Candace Parker, Los Angeles Sparks    |
| 2018 | Breanna Stewart, Seattle Storm         | Liz Cambage, Dallas Wings              | Elena Delle Donne, Washington Mystics |
| 2019 | Elena Delle Donne2, Washington Mystics | Brittney Griner, Phoenix Mercury       | Jonquel Jones, Connecticut Sun        |
| 2020 | A’ja Wilson, Las Vegas Aces            | Breanna Stewart, Seattle Storm         | Candace Parker, Los Angeles Sparks    |
| 2021 | Jonquel Jones, Connecticut Sun         | Brittney Griner, Phoenix Mercury       | Breanna Stewart, Seattle Storm        |
| 2022 | A’ja Wilson2, Las Vegas Aces           | Breanna Stewart, Seattle Storm         | Kelsey Plum, Las Vegas Aces           |
| 2023 | Breanna Stewart2, New York Liberty     | Alyssa Thomas, Connecticut Sun         | A’ja Wilson, Las Vegas Aces           |
| 2024 | A’ja Wilson3, Las Vegas Aces           | Napheesa Collier, Minnesota Lynx       | Breanna Stewart, New York Liberty     |